# Satake Yoshimasa
Satake Yoshimasa (佐竹 義真, 1728-1753)  foi o 24º líder do clã Satake e o 6º Daimiô do domínio de Kubota na província de Dewa durante o Xogunato Tokugawa 

## Biografia
Yoshimasa foi o filho mais velho de Satake Yoshitaka do ramo que controlava o Domínio de Nitta Kubota, e sua mãe se chamava Noguchi-shi. 
Em 19 de abril de 1742, Yoshimasa foi adotado por Satake Yoshimine para ser seu herdeiro. Em 1 de setembro de 1744, Yoshimasa foi apresentado oficialmente ao shōgun Yoshimune. Em 18 de dezembro de 1746, foi nomeado Ju shi i ge (従四位下, Oficial júnior de quarto escalão).  Em 16 de outubro de 1749, ele herdou a liderança do Clã e do Domínio Kubota após a morte devido à morte de Yoshimine. Em 18 de dezembro deste mesmo ano Yoshimasa foi nomeado Jijū (侍 従, Moço de câmara). 
Em 1º de julho de 1951, Yoshimasa se casou com Gōhime, filha de Maeda Yoshinori, 5º daimiō do Domínio de Kaga. Neste mesmo ano, com 22 anos de idade e a dois anos no comando do Han Yoshimasa teve de enfrentar uma série de revoltas. 
Yoshimasa morreu no castelo Kubota em 20 de agosto de 1753. Acredita-se que foi envenenado em decorrências das revoltas que ocorreram no domínio.  Como não teve filhos. A liderança do Clã e do Domínio passou para Satake Yoshiharu, o segundo filho de seu verdadeiro pai,Satake Yoshitaka. 